# جیمز کوردن
جیمز کوردِن (به انگلیسی: James Corden) (زاده ۲۲ اوت ۱۹۷۸) بازیگر، نویسنده و کمدین انگلیسی است.وی عموماً به‌خاطر اجراهایش در برنامهٔ شو آخر آخر شب با جیمز کوردن از شبکهٔ سی‌بی‌اس پخش می‌شود، شناخته می‌شود.
از فیلم‌های او می‌توان به هشت یار اوشن، سه تفنگدار، بیست و چهار هفت، فیلم شکلک، پیتر خرگوشه، به‌سوی جنگل، پاکوتاه،دوباره شروع کن (فیلم) و همه یا هیچ، شروع کننده برای ۱۰ و کشتی خدایان اشاره کرد.

## الگوها و سرمشق‌ها
جیمز کوردن در مصاحبات خود چندین بار از کمدین‌هایی چون گراهام نورتون، کریس ایوانز، جاناتان راس، کونن اوبراین، دیوید لترمن و استیون کلبر بعنوان سرمشق و الگوی خود در زمینهٔ کمدی و مجری‌گری یاد کرده‌است.

## زندگی شخصی
جیمز کوردن برای چندین سال با دومینیک کوپر، آپارتمانی را به اشتراک می‌گذاشتند. کوپر کوردن را به همسر آینده‌اش جولیا کری که برای چندین سال او را می‌شناخت، معرفی کرد. آنها در پانزدهم سپتامبر ۲۰۱۲ ازدواج کردند که حاصل آن تاکنون، سه فرزند بوده‌است. فرزندان آنها به‌ترتیب مکس (زاده ۲۲ مارس ۲۰۱۱)، کری (زاده ۲۷ اکتبر ۲۰۱۴) و شارلت (زاده ۱۲ دسامبر ۲۰۱۷) هستند. دومینیک کوپر، پدرخواندهٔ مکس است.
کوردن یکی از طرفداران لیگ برتر فوتبال انگلستان و باشگاه فوتبال وستهام یونایتد است.
جیمز کوردن نشان امپراتوری بریتانیا (OBE) را از طرف شاهدخت آن در کاخ باکینگهام و در تاریخ ۲۵ ژوئن ۲۰۱۵ دریافت کرد.